# 2-ヒドロキシ-4-メトキシベンズアルデヒド
2-ヒドロキシ-4-メトキシベンズアルデヒド(2-Hydroxy-4-methoxybenzaldehyde)は、バニリンの異性体である。ウロリチンの1つであるウロリチンM7は、逆電子要請型ディールス・アルダー反応を用いてこの物質から作られる。
キョウチクトウ科のPeriploca sepium ・Decalepis hamiltonii ・Hemidesmus indicus などの植物において、根にこの物質が蓄積されることが確認されている。生合成経路にはフェニルアラニンアンモニアリアーゼが関与している。